# Șura Mică
Șura Mică [ˈʃura mikə] (deutsch Kleinscheuern, siebenbürgisch-sächsisch Kliischeiern, ungarisch Kiscsűr) ist eine Gemeinde im Kreis Sibiu in der Region Siebenbürgen in Rumänien.

## Lage

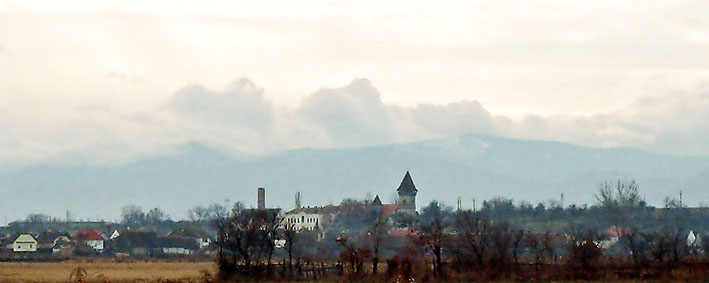
Die Ortschaft von Norden betrachtet. Im Hintergrund das Zibinsgebirge.

Die Ortschaft Șura Mică liegt acht Kilometer nordwestlich von der Kreishauptstadt Sibiu (Hermannstadt) entfernt. Der Ort befindet sich an einer Kreisstraße, die über den Kurort Ocna Sibiului (Salzburg) nach Păuca (Törnen) führt.

## Geschichte

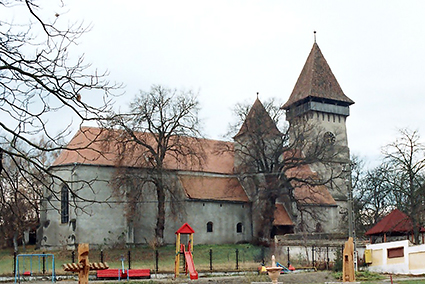
Die evangelische Kirche

Archäologische Funde deuten darauf hin, dass die Gegend um Șura Mică bereits mindestens ab dem 4. Jahrhundert besiedelt war.
1323 wird der Ort als Parvum Horeum erstmals urkundlich erwähnt. Die von Siebenbürger Sachsen gegründete Siedlung wurde im Lauf der Jahrhunderte wiederholt durch Kriege und Katastrophen verwüstet bzw. in Mitleidenschaft gezogen. So etwa durch Türkeneinfälle (1432, 1437/38 und 1493), Plünderungen durch die Truppen von Mihai Viteazul (Michael der Tapfere) im Jahr 1600 und die Kuruzen (1706) sowie durch einen Großbrand im Jahr 1733 und auch durch das Erdbeben des Jahres 1977, welches Schäden an der evangelischen Kirche verursacht hat.
1780 wurde die erste rumänische Holzkirche errichtet. Ab der zweiten Hälfte des 19. Jahrhunderts hielten sich der deutschsprachige und der rumänische Bevölkerungsanteil etwa die Waage. Erst durch die Auswanderung nach der politischen Wende von 1989 in Rumänien sankt der Anteil der Siebenbürger Sachsen in der Ortschaft rapide.

## Bildung, Wirtschaft und Soziales
Bereits 1715 ist die Errichtung einer Schule in Kleinscheuern belegt.
In dem ursprünglich landwirtschaftlich geprägten Ort ist seit dem Ende der 1990er-Jahre das Unternehmen „Transilvania Pack and Print S. A.“ der bedeutendste Investor und Arbeitgeber.

## Verkehr
Die Gemeinde liegt an der Kreisstraße DJ 106B, etwa eineinhalb Kilometer nördlich der rumänischen A1 sowie an der Eisenbahnlinie 208 der CFR. Der internationale Hermannstädter Flughafen in Turnișor (Neppendorf) ist etwa sieben Kilometer entfernt.

## Sehenswürdigkeiten
- Evangelische Kirche im 13. Jahrhundert errichtet, 1506 wurde der Chor und der Glockenturm umgebaut und im 18. Jahrhundert wurden erneut bauliche Änderungen vorgenommen.[5] Die Kirche steht in der Liste historischer Denkmäler.[6]

## Persönlichkeiten
- Dan Dănilă (* 1954), Dichter, Maler und Übersetzer